# آيت علي او لشكر (آيت بوجعفر الجنوبية)
آيت علي او لشكر هو دُوَّار يقع بجماعة تمزوزت، إقليم الحوز، جهة مراكش آسفي في المملكة المغربية. ينتمي الدوّار لمشيخة آيت بوجعفر الجنوبية التي تضم 23 دوار. يقدر عدد سكانه بـ 171 نسمة حسب الإحصاء الرسمي للسكان والسكنى لسنة 2004.

## وصلات خارجية
- البوابة الوطنية للجماعات الترابية
- المندوبية السامية للتخطيط